# Pantaleone di Nicomedia
Pantaleone, o anche Pantaleo (in greco antico: Παντελεήμων?, Panteleémōn; Nicomedia, ... – Nicomedia, 27 luglio 305), secondo la Passio era un cristiano, medico personale del cesare Galerio, che subì il martirio durante le persecuzioni di Diocleziano: patrono dei medici (insieme ai santi Cosma e Damiano) e delle ostetriche, è venerato come santo da numerose Chiese cristiane ed è considerato uno dei quattordici santi ausiliatori (viene invocato contro le infermità di consunzione).

## Agiografia
Secondo la tradizione agiografica, Pantaleone era figlio del pagano Eustorgio, uomo molto ricco di Nicomedia, e di Eubula che lo aveva educato al cristianesimo; successivamente si era allontanato dalla religione ed aveva studiato medicina, arrivando a diventare medico di Galerio.

Ritornò al cristianesimo grazie al prete Ermolao.

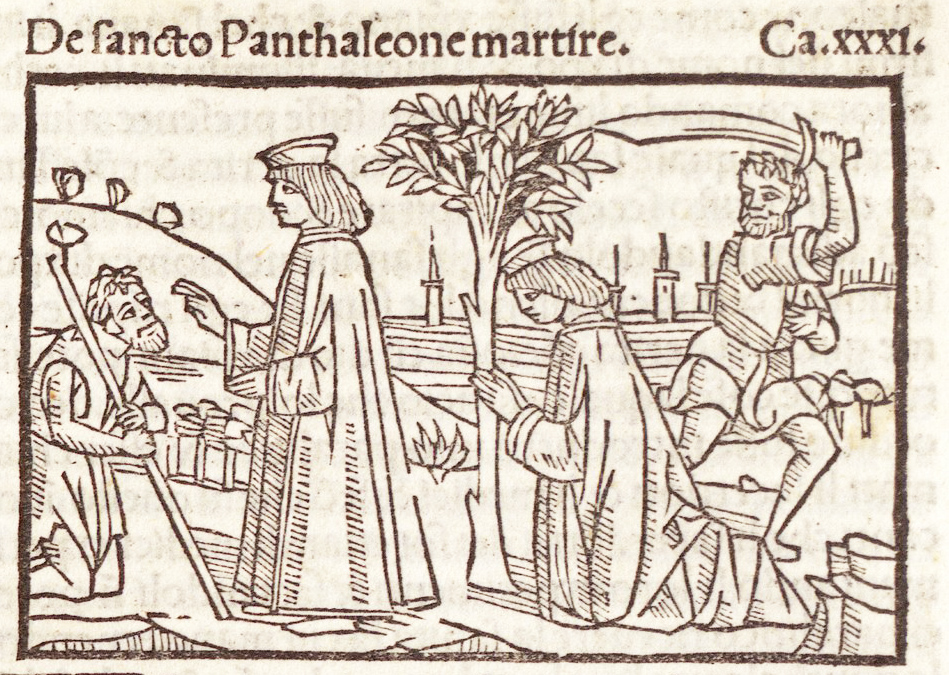
Pantaleone nella Legenda Aurea (1497)

Alla morte di suo padre, era entrato in possesso di una grande fortuna. Spinti dall'invidia, alcuni colleghi lo denunciarono all'imperatore durante la persecuzione di Diocleziano. L'imperatore avrebbe voluto risparmiarlo e cercò di persuaderlo ad abiurare. Pantaleone, però, confessò apertamente la sua fede e, per mostrare di essere nel giusto, risanò un paralitico.

Ciò nonostante egli fu dapprima condannato al rogo, ma le fiamme si spensero; poi ad essere immerso nel piombo fuso, ma il piombo si raffreddò miracolosamente; a questo punto Pantaleone fu gettato in mare con una pietra legata al collo, ma il masso prese a galleggiare; venne condannato ad feras, ma le belve che avrebbero dovuto sbranarlo si misero a fargli le feste; fu poi legato ad una ruota, ma le corde si spezzarono e la ruota andò in frantumi.

Si tentò anche di decapitarlo, ma la spada si piegò e i carnefici si convertirono. Pantaleone pregò Dio di perdonarli, motivo per il quale egli ricevette anche il nome di Panteleemon (in lingua greca, colui che di tutti ha compassione).

Infine, quando egli diede il suo consenso, gli fu tagliata la testa.

### Martiri di Nicomedia
L'imperatore Massimiano aveva decretato che tutti i cristiani dovessero abiurare e convertirsi agli dei romani, a pena della morte. Agli inizi del IV secolo, i cristiani furono perseguitati in tutti i territori di Roma.
Presso la città di Nicomedia i fratelli Eulampio ed Eulampia martiri furono torturati e uccisi per la loro fede. La loro memoria ricorre il 10 ottobre.
A seguito dei fatti prodigiosi altri 200 cristiani decisero di non abiurare e subirono il martirio.

## Culto

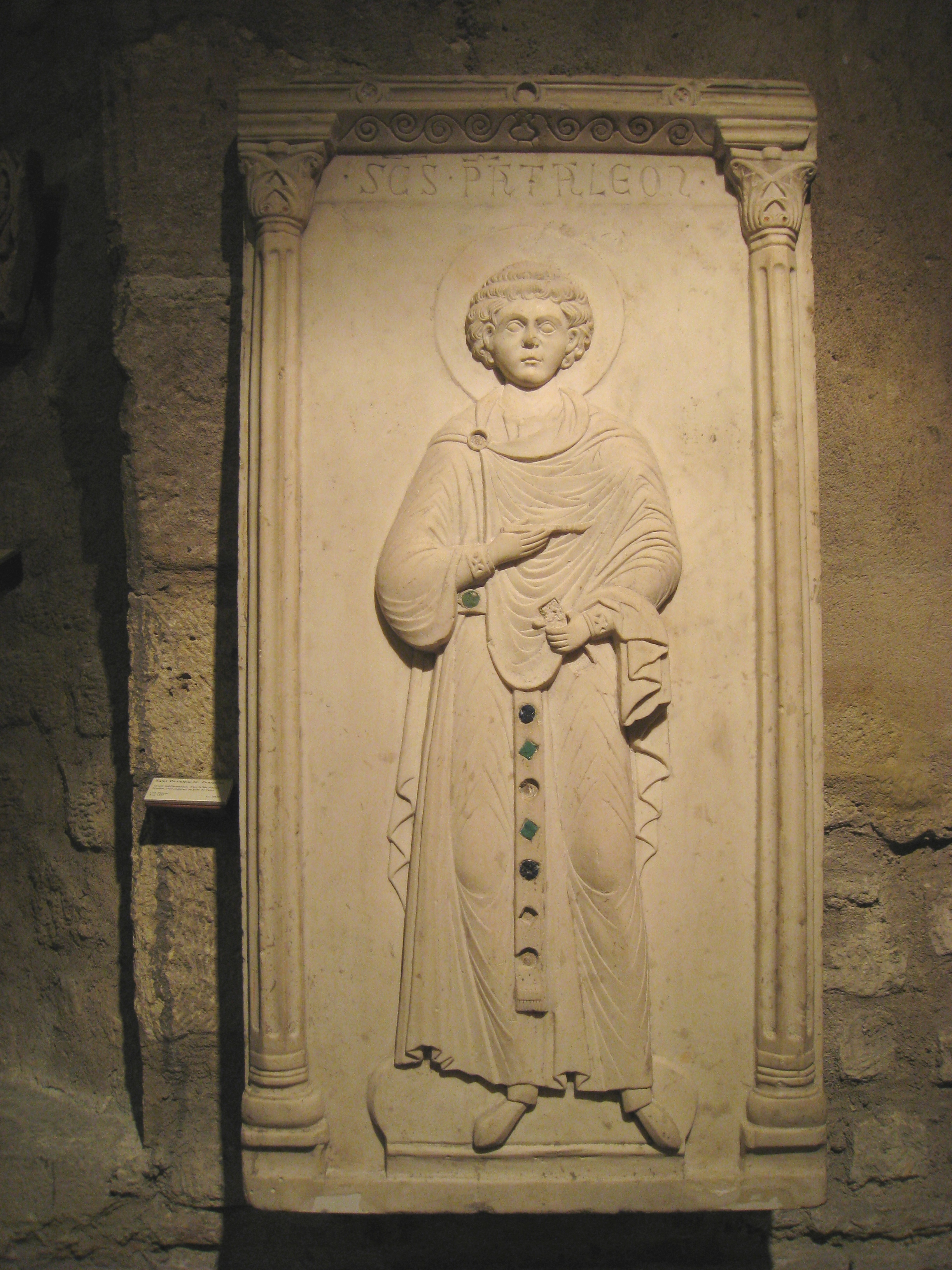
Bassorilievo raffigurante san Pantaleone
Hôtel de Cluny, Parigi.

Benché le notizie sulla sua vita siano palesemente fantasiose e ricavate da scritti molto tardi, la storicità di Pantaleone è dimostrata dalla diffusione e dall'antichità della sua venerazione, già attestata, tra gli altri, da Teodoreto di Cirro (Graecarum affectionum curatio, Sermo VIII, De martyribus), Procopio di Cesarea (De aedificiis Justiniani I, IX; V, IX) e dal Martirologio geronimiano (Acta Sanctorum, November, II, 1, 97).
Pantaleone è oggetto di venerazione in Oriente, dove viene chiamato "il grande martire" ed è invocato come taumaturgo. A Monte Athos, in Grecia, il monastero della comunità russa, uno dei venti ancora oggi esistenti sulla santa montagna, è a lui dedicato (monastero di San Panteleimon).
Il Martirologio romano fissa la memoria di san Pantaleone alla data del 27 luglio.

### Reliquie

#### Reliquie ossee
Il corpo di Pantaleone era venerato nell'VIII secolo a Costantinopoli, ma risultava nello stesso periodo presente anche a Cartagine, mentre la sua testa fu solennemente posta da Carlo Magno nella cattedrale di Lione. A testimonianza della notorietà del santo in tale periodo, anche i monaci di Saint-Denis a Parigi sostenevano di possederne il corpo e questo fu anche rivendicato da altre città come Burgos, Colonia, Venezia e Roma (in San Giovanni in Laterano).
Reliquie del santo si trovano nella basilica di Saint-Denis a Parigi e altre nella città di Porto in Portogallo. La reliquia del braccio di san Pantaleone è conservata nella chiesa di San Pantalon (così è chiamato dai veneziani san Pantaleone) a Venezia; la sua testa è conservata a Lione. La reliquia della testa è conservata presso il Duomo di Vercelli; altre sue reliquie sono nella cripta della chiesa dei Santi Giovanni e Reparata a Lucca. Un'urna è conservata presso un santuario a lui dedicato a Borgo, frazione di Montoro, completamente restaurato nel 2013. In provincia di Bari, nella Collegiata di Santa Maria della Colonna di Rutigliano (già Nullius Dioecesis), si conserva quella che è, secondo la tradizione, una reliquia del braccio di san Pantaleone, riposta in un reliquiario antropomorfo d'argento del XV-XVI secolo. Il manufatto a forma di arto e la reliquia ossea in esso contenuta sono oggi esposte nel Museo Capitolare di Arte e Storia Sacra (MuDiAS) di Rutigliano, presso la sede di Palazzo Settanni. Un frammento osseo si trova anche nella Parrocchia di Papanice in provincia di Crotone. Il femore, si trova custodito, presso la cattedrale di Gerace in provincia di Reggio Calabria.

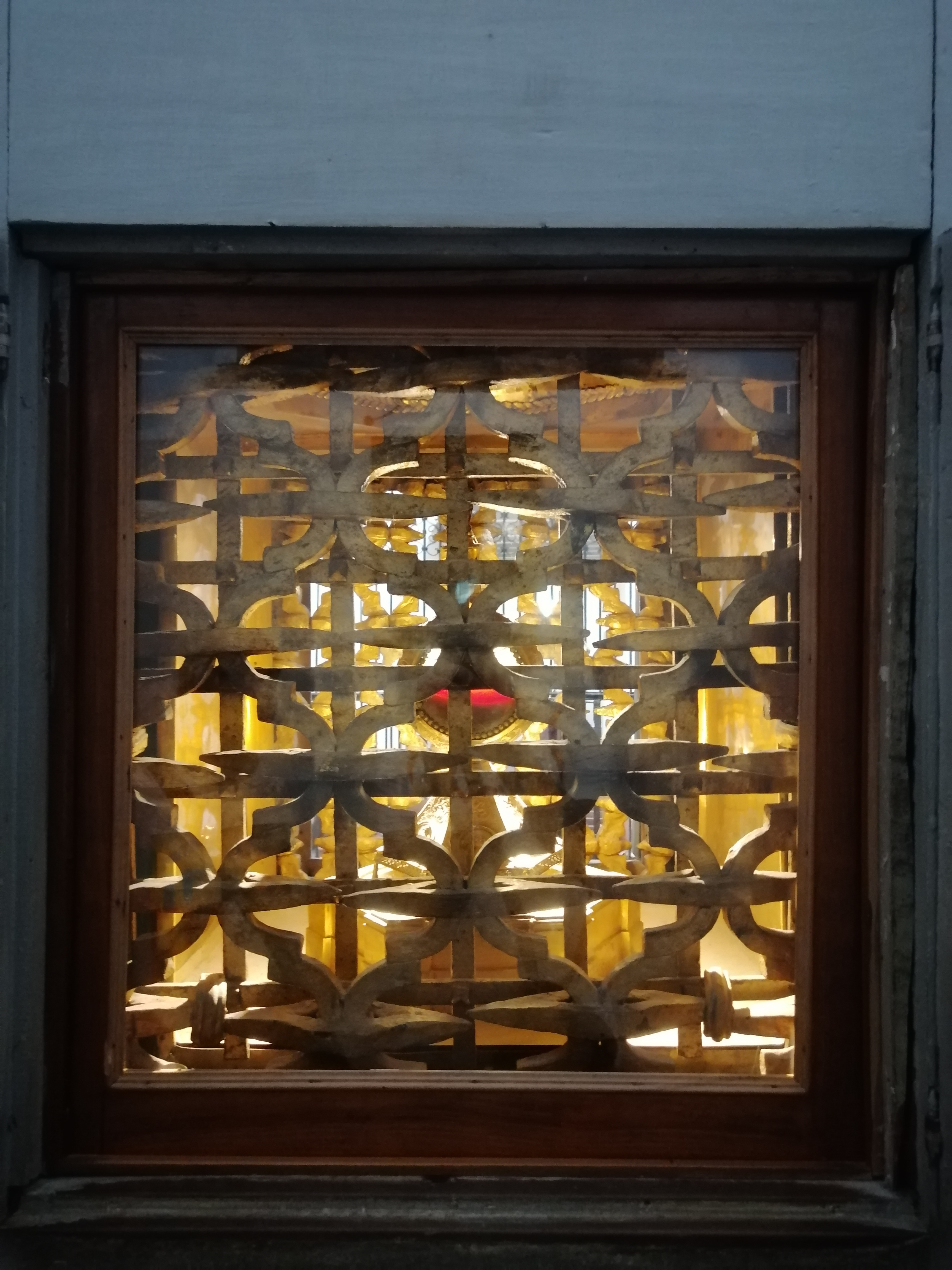
L'ampolla del sangue di San Pantaleone
cappella di Santa Maria Assunta e San Pantaleone, Basilica di Ravello (SA).

#### Reliquie accessorie
Nella chiesa del Purgatorio a Lanciano si conservano, secondo la tradizione, la spada che troncò la testa del santo, il carrello dentato con cui venne martoriato il corpo, la fiaccola con cui gli vennero bruciate le ferite e un tronco di ulivo che germogliò a contatto con il suo corpo.

#### Reliquie di sangue
Il suo sangue (raccolto, secondo la tradizione risalente al XII secolo, da Adamantio, testimone del martirio) in origine era conservato a Ravello in un'unica ampolla custodita nella chiesa a lui dedicata (oggi monumento ai caduti). In seguito l'ampolla del sangue, dopo l'unione di questa ed altre due chiese in quella agostiniana, fu traslata nel Duomo.

I vescovi di Ravello fecero dono di piccole quantità ad altre comunità: così nacquero le ampolle (molto più piccole) custodite a Costantinopoli, Montauro, Martignano, Limbadi, Caiazzo, nella chiesa del Purgatorio a Lanciano, donate dal vescovo di Ravello Paolo de Curtis a Mons. Paolo Tasso nel 1593, nella chiesa del Santissimo Salvatore all'Immacolata di Irsina e nel monasterio de la Encarnación di Madrid.

Nel XVII secolo l'ampolla di vetro custodita nel Duomo di Ravello subì un'incrinatura, tuttora visibile. Per evitare danni ulteriori fu deciso di esporre l'ampolla in un ambiente racchiuso da due grate di ferro, murate.

## La liquefazione del sangue di San Pantaleone

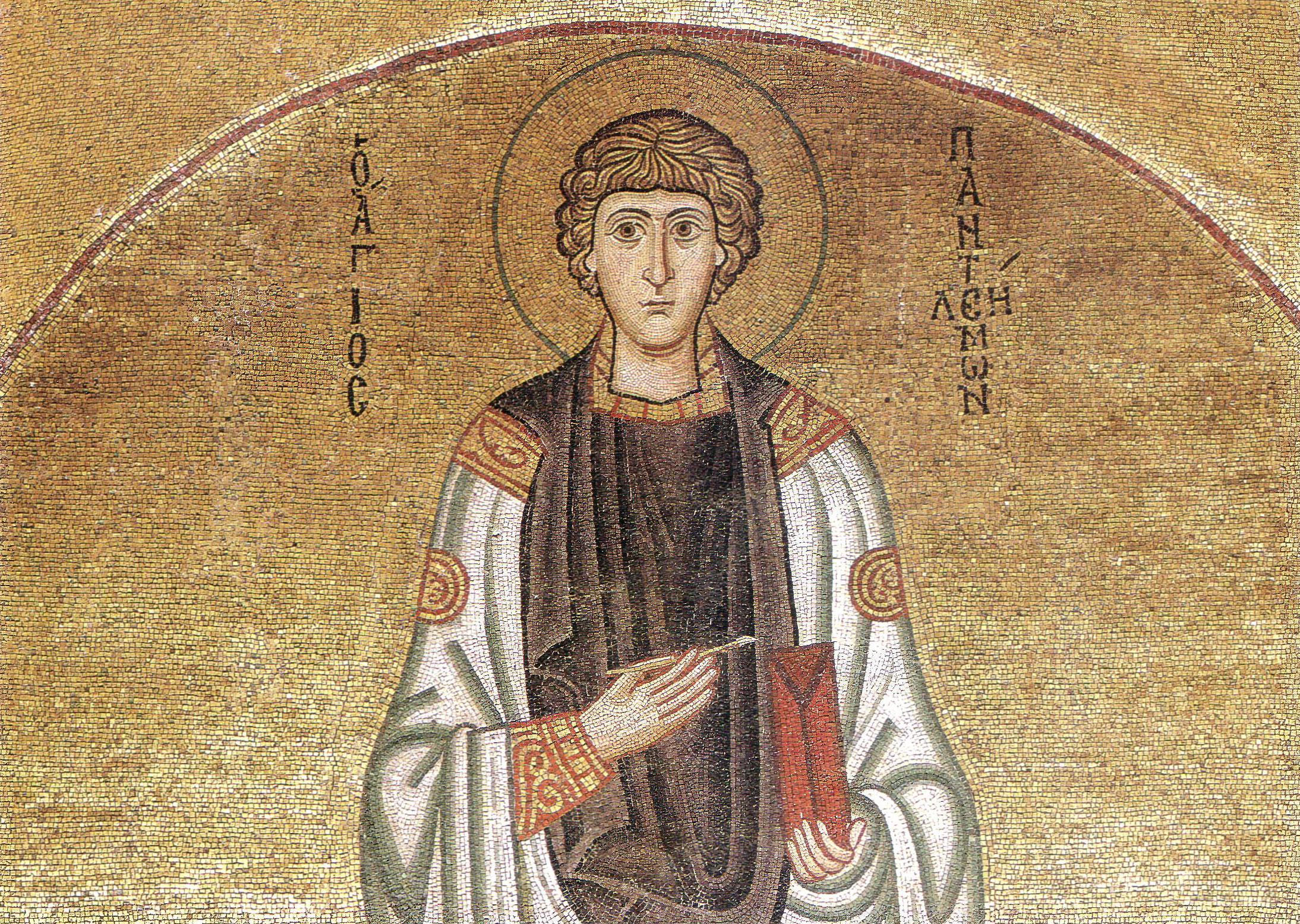
San Pantaleone
mosaico nel Monastero di Ossios Loukas.

L'ampolla che contiene il sangue è custodita nel Duomo di Ravello, in una piccola camera al centro della cappella dedicata al santo realizzata nel 1643 dal vescovo Bernardino Panicola che ve ne fece la traslazione con una solenne processione per la città. 
L'ampolla è visibile attraverso le inferriate che la chiudono. 
Ogni anno nel mese di luglio, o in occasione di miracoli ottenuti dal santo, avviene il fenomeno della liquefazione del sangue di San Pantaleone.
La liquefazione avviene spontaneamente, senza che l'ampolla venga mossa né agitata.
Il 17 marzo 2020, proprio nel pieno della pandemia da COVID-19, si è verificata una liquefazione straordinaria del sangue al termine della preghiera rivolta al Santo dal parroco del Duomo in diretta streaming.
Lo stesso fenomeno si verifica anche nelle ampolle custodite a Martignano, Limbadi, a Montauro, a Vallo della Lucania e nel monasterio de la Encarnación a Madrid.
Una piccola parte di sangue è conservata in un'ampolla custodita nella chiesa di San Tomaso a Padova, ma qui il sangue rimane sempre liquido e di colore rosso.